# Карташи
„Карташи“ је југословенски филм из 1959. године. Режирала га је Мирјана Самарџић, а сценарио је писао Николај Гогољ.

## Улоге
| Глумац                    | Улога |
| ------------------------- | ----- |
| Зоран Бендерић            |       |
| Станко Буханац            |       |
| Милутин Бутковић          |       |
| Љубомир Дидић             |       |
| Стеван Миња               |       |
| Мирослав Дуда Радивојевић |       |
| Славко Симић              |       |
| Виктор Старчић            |       |
| Јовиша Војиновић          |       |